# Urluiu
Urluiu is een Roemeense gemeente in het district Teleorman.
Urluiu telt 1223 inwoners.